# 龙舒县
龙舒县，中国古代的县。
西汉高帝五年（前198年），于舒龙国故地复置龙舒县，即今安徽省六安市舒城县万佛湖镇。元平元年（58年）四月，封楚王英舅子许昌为龙舒侯，龙舒县改龙舒侯国。东汉末年复为龙舒县。曹魏延康元年（220年）十月，撤龙舒县。西晋咸熙二年（265年）十二月复置龙舒县。刘宋元嘉二十五年（448年），废龙舒县，县境南属吕亭左县，北属舒县。